# Canton d'Oyonnax-Nord
Le canton d'Oyonnax-Nord est une ancienne division administrative française située dans le département de l'Ain en région Auvergne-Rhône-Alpes.

## Histoire

Localisation du canton dans l'Ain avant 2015.

Le décret du 25 janvier 1982 scinde le canton d'Oyonnax en deux nouveaux cantons, Nord et Sud.
Conformément au décret du 13 février 2014, en application de la loi du 17 mai 2013 prévoyant le redécoupage des cantons français, le canton d'Oyonnax-Nord disparaît à l'issue des élections départementales de mars 2015. Les communes d'Arbent et d'Oyonnax rejoignent le nouveau canton d'Oyonnax, celles de Belleydoux et Échallon sont rattachées au canton de Nantua et Dortan à celui de Pont-d'Ain.

## Représentation

### Conseillers généraux de l'ancien Canton d'Oyonnax(1833 à 1982)
- De 1842 à 1848, les cantons d'Izernore et d'Oyonnax avaient le même conseiller général[2].

| Période   | Période                   | Identité                          | Étiquette          | Qualité |
| --------- | ------------------------- | --------------------------------- | ------------------ | --- |
| 1833      | 1835 (démission)          | Claude Joseph Gallet              |                    | Marchand, ancien maire d'Oyonnax |
| 1835      | 1845                      | Comte de Moyria-Maillat           |                    | Ancien officier de cavalerie Propriétaire à Maillat                                                                                                 |
| 1842      | 1848                      | Claude Joseph Tacon               |                    | Propriétaire à Oyonnax, ancien conseiller d'arrondissement                                                                                          |
| 1848      | 1861                      | Léger-Marie Lacour (?-1868)       |                    | Notaire à Groissiat puis à Oyonnax Maire d'Oyonnax, conseiller d'arrondissement                                                                     |
| 1861      | 1870                      | Comte Louis Archambaud de Douglas |                    | Propriétaire, maire de Montréal-la-Cluse |
| 1870      | 1871                      | Gaston Nicod                      |                    | Rentier à Arbent |
| 1871      | 1901 (décès)              | Louis Dupuy                       | Républicain        | Notaire - Consul à Brême (Allemagne) Maire d'Oyonnax en 1878                                                                                        |
| 1901      | 1903 (annulation)         | Francisque Allombert              | Rad.               | Journaliste, fondateur du Courrier de l'Ain Député (1898-1902)                                                                                      |
| 1903      | 1904                      | Jean Donier                       | Socialiste         | Employé de banque, puis voyageur de commerce |
| 1904      | 1928                      | Louis Bollé                       | Républicain modéré | Fabricant et négociant en peignes - Maire d'Oyonnax                                                                                                 |
| 1928      | 1940 (démission d'office) | René Nicod                        | SFIO puis PC-SFIC  | Clerc d'avoué, ouvrier pipier, gérant d'imprimerie Maire d'Oyonnax (1919-1940) Député (1919-1924 et 1936-1942) Révoqué par le Gouvernement de Vichy |
|           |                           |                                   |                    | |
| 1942      | 1945                      | Louis Jacquenod (1900-1976)       |                    | Industriel Adjoint au maire d'Oyonnax Membre de la Commission administrative départementale (1940-1942) Nommé conseiller départemental en 1942      |
| mars 1943 | décembre 1943 (décès)     | Paul Maréchal                     |                    | Maire d'Oyonnax Nommé conseiller départemental en mars 1943 Fusillé en décembre 1943                                                                |
|           |                           |                                   |                    | |
| 1945      | 1950 (décès)              | René Nicod                        | SFIO               | Maire d'Oyonnax (1919-1940 et 1947-1950) Ancien Député (1919-1924 et 1936-1942)                                                                     |
| 1950      | 1958                      | Georges Mermet-Guyenet            | SFIO               | Ancien adjoint au maire d'Oyonnax René Nicod. Maire d'Oyonnax                                                                                       |
| 1958      | 1976                      | Émile Bevand (1914-2005)          | MRP puis CD        | Cultivateur, premier adjoint au maire d'Oyonnax |
| 1976      | 1982                      | Guy Chavanne                      | PCF                | Professeur, puis directeur de coopérative Maire d'Oyonnax (1977-1982)                                                                               |

### Conseillers d'arrondissement du canton d'Oyonnax (de 1833 à 1940)
À partir de 1901, le canton d'Oyonnax avait deux conseillers d'arrondissement.
| Période                                  | Période          | Identité                                    | Étiquette                | Qualité |
| ---------------------------------------- | ---------------- | ------------------------------------------- | ------------------------ | --- |
| 1833                                     | 1836             | François Joseph Recordon (1789-1861)        |                          | Négociant à Oyonnax                                                                                         |
| 1836                                     | 1839             | Claude Joseph Tacon                         |                          | Maire d'Oyonnax                                                                                             |
| 1839                                     | 1848             | Léger-Marie Lacour                          |                          | Maire d'Oyonnax                                                                                             |
| 1848                                     | 1871             | Claude Joseph Delacour-Decuriaz (1805-1892) |                          | Propriétaire, premier adjoint au maire d'Oyonnax                                                            |
| 1852                                     | 1861             | Zénon Nicod                                 |                          | Médecin puis rentier, maire d'Arbent                                                                        |
| 1861                                     | 1864             | Victor Recordon                             |                          | Juge de paix à Oyonnax                                                                                      |
| 1864                                     | 1871             | Jules Delacour                              |                          | Adjoint au maire d'Oyonnax                                                                                  |
| 1871                                     | 1878 (décès)     | François-Auguste Bret (1817-1878)           |                          | Médecin, maire d'Échallon                                                                                   |
| 1871                                     | 1895             | Pierre Clerc                                | Républicain              | Médecin à Oyonnax, Président du Conseil d'arrondissement                                                    |
| 1878                                     | 1892             | Jules-César Bret (1836-1892)                |                          | Médecin, maire d'Échallon                                                                                   |
| 1892                                     | 1895             | Lucien Verdet                               | Républicain              | Maire d'Oyonnax                                                                                             |
| 1895                                     | 1896 (décès)     | Augustin Druard                             |                          | Négociant à Dortan                                                                                          |
| 1895                                     | 1902 (décès)     | Ferdinand Bonaz (1852-1902)                 |                          | Fabricant de peignes, adjoint au maire d'Oyonnax                                                            |
| 2 août 1896                              | 1907             | Léon Bret                                   | Républicain Conservateur | Cultivateur, juge de paix, maire d'Échallon                                                                 |
| 1903                                     | 1919             | Nicéphore Pinard                            | Radical                  | Maire de Martignat                                                                                          |
| 1907                                     | 1913             | François Grasset                            | Radical                  | Conseiller municipal d'Oyonnax                                                                              |
| 1913                                     | 1919             | Camille Reygrobellet                        | Radical                  | Propriétaire, maire d'Échallon                                                                              |
| 1919                                     | 1925             | Jules Mermet                                |                          | Maire de Belleydoux                                                                                         |
| 1919                                     | 1925             | Ernest Vincent                              |                          | Industriel, maire de Dortan                                                                                 |
| 1925                                     | 1931             | Alexis Falnot (1885-1977)                   | PC-SFIC                  | Conducteur-typographe, conseiller municipal d'Oyonnax                                                       |
| 1925                                     | 1931             | Eugène Tavernier (1877-1942)                | PC-SFIC                  | Tourneur sur bois, conseiller municipal de Dortan                                                           |
| 1931                                     | 1936 (démission) | Émile-François Prost                        | Radical                  | Maire de Martignat                                                                                          |
| 1931                                     | 1937             | Clément Piavoux (1886-1940)                 | Radical                  | Négociant tourneur sur bois, maire d'Arbent                                                                 |
| 1936                                     | 1940             | Alexis Falnot (1885-1977)                   | PC-SFIC                  | Conducteur-typographe, conseiller municipal d'Oyonnax Déchu de ses mandats en 1940 (Décret Daladier)        |
| 1937                                     | 1940             | Raymond Berrodier (1902-1993)               | PC-SFIC                  | Travailleur de bois, adjoint au maire de Dortan Déchu de ses mandats en 1940 (Décret Daladier)              |
| 1940                                     |                  |                                             |                          | Les conseils d'arrondissement ont été suspendus par la loi du 12 octobre 1940 et n'ont jamais été réactivés |
| Les données manquantes sont à compléter. |                  |                                             |                          | |

Source : Journal Le Courrier de l'Ain sur le site des archives départementales.

### Conseillers généraux du canton d'Oyonnax-Nord(1982 à 2015)
| Période | Période          | Identité            | Étiquette | Qualité |
| ------- | ---------------- | ------------------- | --------- | --- |
| 1982    | 1988 (démission) | Lucien Guichon      | RPR       | Agent commercial Maire d'Oyonnax (1983-2001) Député (1986-2007) Vice-président du Conseil général (1985-1988) |
| 1988    | mars 2015        | Alexandre Tachdjian | DVD       | Chef d'entreprise Premier adjoint au maire Président de la Communauté de Communes d'Oyonnax                   |

## Composition
Le canton d'Oyonnax-Nord comprenait une fraction de la commune d'Oyonnax et quatre autres communes. Il comptait 17 122 habitants (population municipale) au 1er janvier 2012.
| Nom                 | Code Insee | Intercommunalité            | Population (dernière pop. légale)               |
| ------------------- | ---------- | --------------------------- | ----------------------------------------------- |
| Oyonnax (chef-lieu) | 01283      | CA Haut-Bugey Agglomération | Fraction : 10 709(2012) Commune : 22 485 (2014) |
| Arbent              | 01014      | CA Haut-Bugey Agglomération | 3 405 (2014)                                    |
| Belleydoux          | 01035      | CA Haut-Bugey Agglomération | 321 (2014)                                      |
| Dortan              | 01148      | CA Haut-Bugey Agglomération | 1 845 (2014)                                    |
| Échallon            | 01152      | CA Haut-Bugey Agglomération | 764 (2014)                                      |

## Démographie
| 1982 | 1990   | 1999   | 2006   | 2011   | 2012   |
| ---- | ------ | ------ | ------ | ------ | ------ |
| -    | 17 623 | 18 326 | 18 068 | 17 414 | 17 122 |